# الخزجة (لودر)

تعديل مصدري - تعديل

الخزجة هي إحدى قرى عزلة زارة بمديرية لودر التابعة لمحافظة أبين، بلغ تعداد سكانها 437 نسمة حسب تعداد اليمن لعام 2004.